# Piedemonte argentino
Se denomina piedemonte argentino a la zona de la precordillera en la región de Cuyo, que comprende las provincias de Mendoza, San Juan y el sector oeste de la provincia de La Rioja. A veces la zona es referida como la sierra de Uspallata.
El piedemonte corresponde a un sector de depresiones, que se han rellenado con sedimentos de los ríos. El piedemonte comprende desde el occidente de la llanura pampeana hasta la cordillera de los Andes. En el piedemonte caracterizado por una precipitación anual de apenas 250mm, la vegetación es escasa, si bien en algunos valles se han implementado sistemas de riego que permiten el desarrollo de mejores condiciones para el cultivo. En la zona montañosa se encuentra vegetación propia de zonas áridas, especialmente cactus y arbustos bajos.

## Área Metropolitana de Mendoza
Un sector de los departamentos de Las Heras y Godoy Cruz y sus municipios se encuentran ubicados en el piedemonte. El piedemonte, entre los 800 m s. n. m. y los 1500 m s. n. m. comprende un sector de unos 20 km de ancho, que va desde la ladera este de las sierras hasta la llanura. La precipitación es inferior a 200 mm anuales, la vegetación es casi ausente, y la zona es objeto de una importante erosión hídrica. La zona se caracteriza por arroyuelos de poco caudal y cauces temporarios denominados uadis.
En la zona del Área Metropolitana existe una presión del hombre por avanzar sobre el piedemonte con urbanizaciones.